# Gigetta Morano
Luigia Maria Morano, detta Gigetta (Verona, 2 agosto 1887 – Torino, 9 ottobre 1986), è stata un'attrice italiana.

## Biografia
Nata a Verona, seguì giovanissima la famiglia a Torino, dove il padre,  cocchiere, era stato trasferito. A soli 17 anni, contravvenendo ai rigidi principi dell'ambiente di origine che considerava sconveniente l'attività di attrice, iniziò a frequentare compagnie teatrali filodrammatiche, sino a rompere definitivamente i rapporti con la famiglia, imitata in questa sua passione dalla più giovane sorella Cesira che, tuttavia, morirà giovanissima, a soli vent'anni, nel 1913. Entrò poi nella compagnia teatrale di Ermete Novelli,

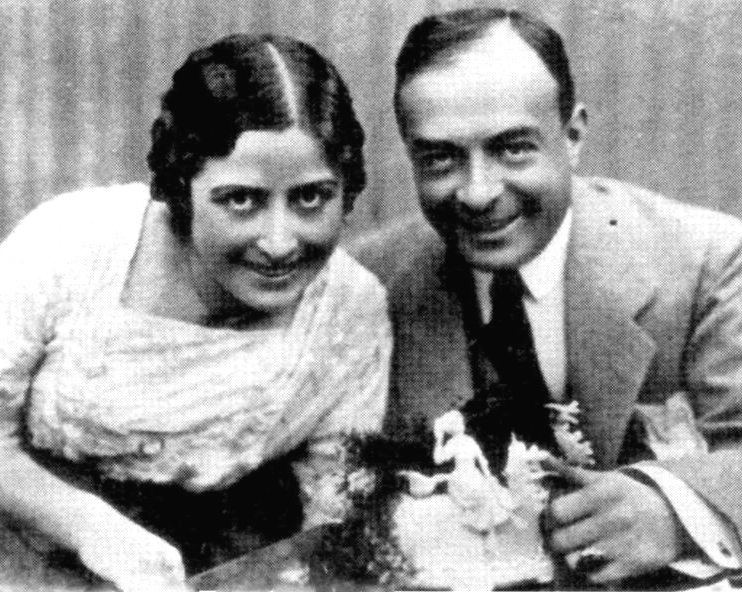
Gigetta Morano ed Eleuterio Rodolfi, coppia inseparabile di tante comiche. Foto del 1915

Nel 1908, durante una pausa dell'attività teatrale, incontra Luigi Maggi, che le propone di entrare alla Ambrosio Film, società di produzione cinematografica costituita tre anni prima ed allora in fase di pieno sviluppo, che reclutava gli attori necessari alla propria attività essenzialmente nell'ambiente delle filodrammatiche torinesi. Nel teatro di posa ancora improvvisato alla barriera Nizza la Morano viene affiancata a Robinet e qui interpreta la sua prima comica, un cortometraggio dal titolo Un signore che soffre il solletico, con esterni girati al Parco del Valentino, in cui impersona una donna di strada che abborda un distinto signore che passeggia nei viali. La prova è convincente e da quel momento la Morano lascia il teatro ed entra a far parte della "Ambrosio Film" con la quale, in un'epoca caratterizzata da una frenetica mobilità di attori e registi tra le varie aziende, resterà sino al 1920, tranne una breve parentesi nel 1917 alla "Corona Film".
Nel 1910 la "Ambrosio Film", che in precedenza aveva prodotto ogni anno soltanto una dozzina di comiche, ma senza che fossero incentrate su un particolare interprete, decide di ampliare anche in questo settore la sua produzione, per cui tali pellicole passano dalle 13 del 1909 alle 43 del 1910 per diventare 60 del 1911 e 77 del 1912. Per seguire lo stile della "Itala Film", che nel 1909 aveva creato "Cretinetti" con cui aveva realizzato una ventina di cortometraggi di grande successo, sviluppa analoghi personaggi, cioè "Fricot" e  "Robinet" (affidato all'attore spagnolo Marcel Fabre) e, in qualche caso, ricorrendo anche alla bambina Maria Bay (Firulì). L'intuizione della "Ambrosio Film" è quella di affiancare a quelli maschili già noti anche un personaggio comico femminile ed è così che la Morano diventa, come "Gigetta", la prima attrice comica del cinema italiano.
Ma negli oltre 100 film interpretati dalla Morano per la "Ambrosio Film" negli anni che precedono l'entrata in guerra dell'Italia, non ci sono solo pellicole di genere comico, bensì anche storico e drammatico. E quanto alle prime non è solo la protagonista assoluta della serie di "Gigetta", ma anche di opere di derivazione teatrale o letteraria come Santarellina (noto anche come Mam'zelle Nitouche e per aver avuto un grande successo di pubblico e di critica a livello internazionale), la Bisbetica domata o Il matrimonio di Figaro.
Alla Morano vengono affidati anche alcuni dei ruoli più importanti in film come Promessi sposi, realizzato in concorrenza con la contemporanea edizione della "Pasquali", il Granatiere Roland e la Gerla di Papà Martin. Partecipa anche ad alcune pellicole dirette da Mario Caserini, nel breve periodo in cui, lasciata la Cines romana, egli si trasferisce a Torino presso la "Ambrosio Film", e ad altre realizzate da Luigi Maggi, colui che l'aveva convinta a lasciare il teatro per il cinematografo. Ma nella stragrande maggioranza delle sue pellicole ha al suo fianco - anche come regista - Eleuterio Rodolfi. Il successo della loro coppia artistica e professionale (la Morano ha sempre negato che fosse anche sentimentale) era tale che presso la "Ambrosio Film" vi era una troupe esclusivamente dedicata alla produzione dei loro film.
Del resto la considerazione che Arturo Ambrosio aveva nei confronti di questa attrice era tale che fu lei ad essere inviata, sempre con Rodolfi, in Spagna, quando la casa torinese volle rispondere ad una iniziativa della concorrente "Cines" di aprire canali produttivi e distributivi nella penisola iberica. Il gruppo si reca a Barcellona e Siviglia, dove vengono anche girati alcuni film tra cui Il matrimonio di Figaro. Fiducia ricambiata dalla Morano che ricorderà sempre con affetto gli anni del suo lavoro alla "Ambrosio Film" convinta che fosse «una grande famiglia, tutta di amici», nonché esempio di correttezza anche sotto l'aspetto economico. Così l'attrice non abbandonerà l'azienda neanche quando il suo partner di tante pellicole, Rodolfi, se ne andrà per costituire una sua casa di produzione, 

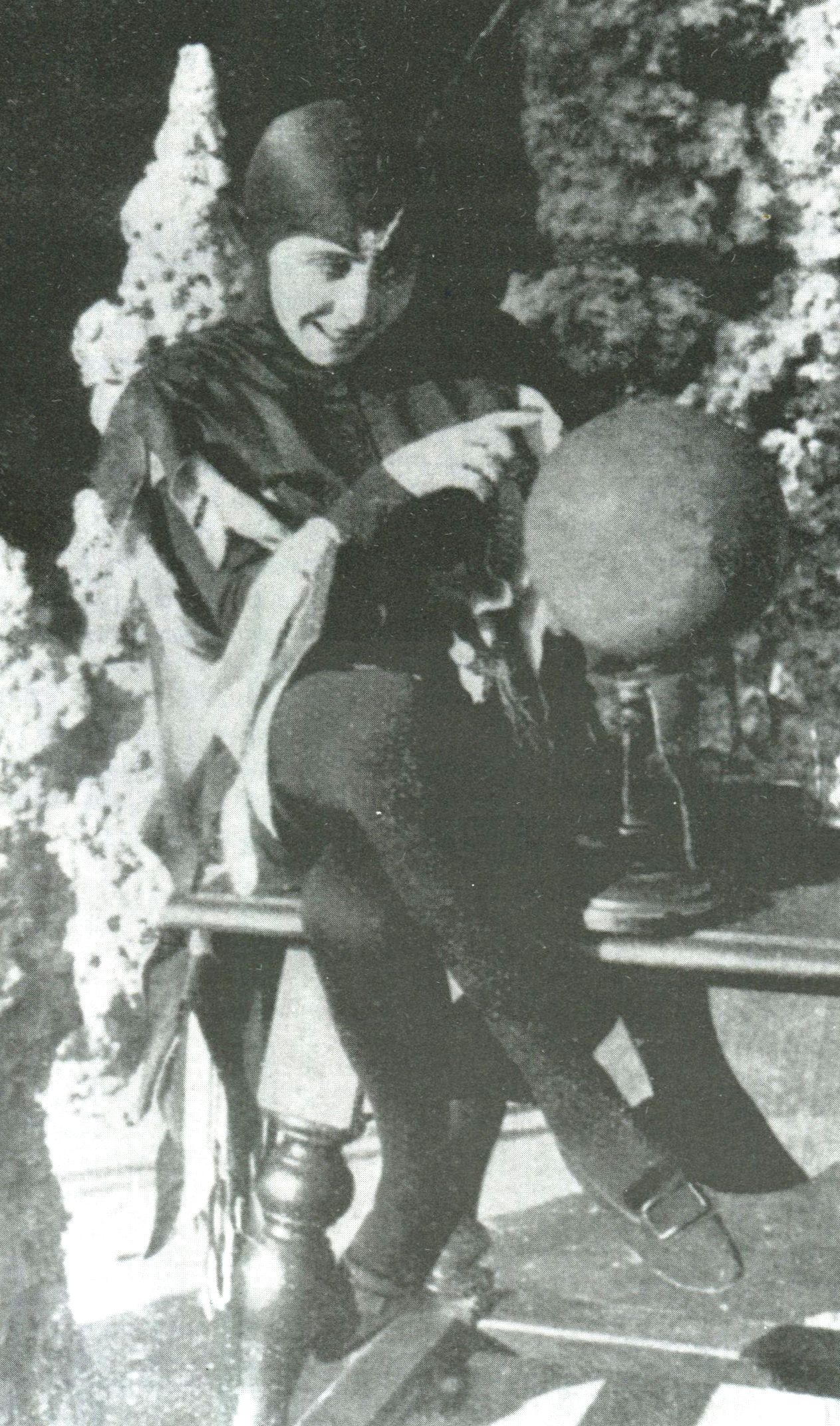
Gigetta Morano in Preferisco l'inferno (1916)

Già in difficoltà durante gli anni della guerra, la cinematografia italiana entra dopo la conclusione del conflitto in una crisi irreversibile a causa della quale l'attività della "Ambrosio Film", e con essa la carriera della Morano, si arrestano: parteciperà solo a pochissimi film dal 1917 al 1921, anno del suo ritiro. Tenterà in qualche caso il rientro negli anni del sonoro, due volte con Fellini ne I vitelloni  ed in 8½, più altre due pellicole meno note, ma sarà un'esperienza che lei stessa riterrà deludente.
Da tempo ritiratasi presso una casa di riposo per artisti, ha ricevuto in molte occasioni studiosi o critici interessati a registrare le sue testimonianze sul periodo del cinema muto torinese, rievocando gli anni del suo successo con lucidità ed ironia, ma anche con qualche nostalgia perché esso l'avrebbe privata della possibilità di avere una famiglia.
Muore poche settimane dopo aver compiuto 99 anni ed è sepolta nel cimitero monumentale di Torino.

## I giudizi sulla Morano
Gli storici del cinema hanno messo in risalto della Morano soprattutto la capacità di primeggiare in un genere, quello comico, lontano dal linguaggio del "divismo" e dai comportamenti da "donne "fatali" che caratterizzavano le attrici cinematografiche di quel periodo. Già negli anni venti veniva infatti definita come «una donna eccezionale che ha fatto ridere milioni di spettatori». Molti anni dopo i commenti hanno riguardato anche la sua grande versatilità, in quanto «attrice dalla grazia birichina e dalla verve indiavolata, brava sia come effervescente Santarellina che come dolce e tenera Lucia Mondella». Della imponente filmografia della Morano - un totale di circa 150 pellicole mute - non molto si è salvato: sarebbero infatti poco meno di 40 le opere oggi reperibili presso archivi o cineteche, sia italiani che esteri, e tra queste quasi nessuna della serie "Gigetta".
Con il crescere dell'interesse e degli studi relativi al cinema muto, la Morano è stata in diverse occasioni chiamata a portare diretta testimonianza di un periodo della cinematografia, soprattutto torinese, di cui era rimasta l'unica sopravvissuta. Ha inoltre partecipato a rassegne e rievocazioni sulla storia di quegli anni lontani, tra le quali si ricorda un evento organizzato nel 1978 dal Museo nazionale del cinema dove furono proiettati alcuni suoi film ed un programma della Rai I giorni di Cabiria sul cinema muto italiano degli anni dieci. Nel 2009, un secolo dopo quella sua prima lontana comica girata al parco del Valentino, la Cineteca di Bologna, nell'ambito dell'iniziativa Il cinema ritrovato ha dedicato a lei ed al suo partner la rassegna Rodolfi e Gigetta, coppia in commedia.

## Filmografia parziale
- Il naufrago (1909)
- Il diavolo zoppo, regia di Luigi Maggi (1909)
- Gigetta si vendica di Robinet, regia di Marcel Fabre (1910)
- La più forte, regia di Luigi Maggi (1910)
- La stanza segreta, regia di Giuseppe Gray e Luigi Maggi (1910)
- Il segreto del gobbo, regia di Luigi Maggi (1910)
- Gigetta al reggimento, regia di Marcel Fabre (1910)
- Didone abbandonata, regia di Luigi Maggi (1910)
- Il granatiere Roland, regia di Luigi Maggi (1911)
- L'adultera, regia di Mario Caserini (1911)
- La tigre, regia di Luigi Maggi (1911)
- La figlia di Jorio (1911)
- La madre e la morte, regia di Arrigo Frusta (1911)
- La regina di Ninive, regia di Luigi Maggi (1911)
- Salambò, regia di Arturo Ambrosio (1911)
- Santarellina, regia di Mario Caserini (1912)
- Viaggio di nozze, regia di Alberto Degli Abbati (1912)
- Robinet troppo amato da sua moglie, regia di Marcel Fabre (1912)
- La prima notte, regia di Eleuterio Rodolfi (1912)
- La nave dei leoni, regia di Luigi Maggi (1912)
- La moglie del mio cliente, regia di Eleuterio Rodolfi (1912)
- Un buon posto, regia di Eleuterio Rodolfi (1912)
- I cavalieri di Rodi, regia di Mario Caserini (1912)
- Il bustino rosa, regia di Eleuterio Rodolfi (1913)
- Bello stabile, regia di Eleuterio Rodolfi (1913)
- Ah! Che avventura!, regia di Eleuterio Rodolfi (1913)
- Un diavolo si fa eremita, regia di Eleuterio Rodolfi (1913)
- Il francobollo raro, regia di Eleuterio Rodolfi (1913)
- I promessi sposi, regia di Eleuterio Rodolfi (1913)
- La bisbetica domata, regia di Arrigo Frusta (1913)
- L'oca alla Colbert, regia di Eleuterio Rodolfi (1913)
- Il matrimonio di Figaro, regia di Luigi Maggi (1913)
- Michele Perrin, regia di Eleuterio Rodolfi (1913)
- Gigetta è gelosa, regia di Eleuterio Rodolfi (1914)
- La gerla di papà Martin, regia di Eleuterio Rodolfi (1914)
- Da galeotto a marinaio, regia di Ernesto Vaser (1914)
- Il rivale di papà, regia di Carlo Campogalliani (1914)
- Un curioso accidente, regia di Eleuterio Rodolfi (1915)
- Al gufo nero, regia di Carlo Campogalliani (1915)
- Finalmente soli!, regia di Eleuterio Rodolfi (1915)
- Il viaggio di nozze, regia di Eleuterio Rodolfi (1915)
- Gigetta ha un fratello terribile, regia di Eleuterio Rodolfi (1915)
- Gigetta e le rane, regia di Eleuterio Rodolfi (1915)
- I guanti di Gigetta, regia di Eleuterio Rodolfi (1916)
- Gigetta e il pappagallo, regia di Eleuterio Rodolfi (1916)
- Gigetta non ha amanti, regia di Eleuterio Rodolfi (1916)
- La presa della Bastiglia, regia di Eleuterio Rodolfi (1916)
- La trovata del brasiliano, regia di Filippo Castamagna (1916)
- Straccetto, regia di Filippo Castamagna (1916)
- I raggi ultravioletti, regia di Eleuterio Rodolfi (1916)
- Il fiacre n. 13, regia di Alberto Capozzi e Gero Zambuto (1917)
- Ercole, regia di Febo Mari (1918)
- La bambola e il gigante, regia di Ermanno Geymonat (1920)
- Più che il sole!, regia di Ermanno Geymonat (1921)
- I vitelloni, regia di Federico Fellini (1953)
- La corona di fuoco, regia di Luigi Latini De Marchi (1961)
- La spada della vendetta, regia di Luigi Latini De Marchi (1961)
- I 4 tassisti, regia di Giorgio Bianchi (1963)